# Lijst van Tilburgers
Deze lijst van Tilburgers betreft personen die in de Nederlandse stad Tilburg zijn geboren en over wie een artikel op de Nederlandstalige Wikipedia te vinden is.

## A
- Marijke Amado (1954), presentatrice, actrice
- Taoufik Ameziane (1977), voetballer, scout
- Olaf van Andel (1984), roeier
- Antoine Arts (1845-1926), Zouaaf, krantenuitgever en politicus
- Pius Arts (1881-1955), sportbestuurder en politicus
- Frank Ashton, pseudoniem van Frans Biezen (1946), zanger
- Kevin van Assauw (1988), voetballer
- René van Asten (1950), acteur

## B
- Ton Baeten (1931-2018), Norbertijn, abt van abdij van Berne
- Freek Bartels (1986), zanger en acteur
- Sabine Becx (1994), voetbalspeelster
- Casper van Beers (1992), voetballer
- Simon van Beers (1994), voetballer
- Jozien Bensing (1950), gezondheidspsychologe, voormalig directeur NIVEL
- Nandi van Beurden (1991), musicalactrice
- Tinus van Beurden (1893-1950), voetballer, eerste Tilburgse international
- Piet van Bladel (1930-2016), voetballer
- Gérard van Blerk (1924-1997), pianist en muziekpedagoog
- Marcellus Bles (1715-1797), Oost-Indiëvaarder, heer van Moergestel
- Ludo Bleys C.Ss.R. (1906-1945), priester en verzetsstrijder
- Jacobus Cornelis Bloem (1822-1902), minister van Financiën
- Jan Boelaars (1915-2004), missionaris in Nieuw-Guinea
- Maarten Boelen (1941-2022), burgemeester
- Pierre Bogaers (1926-2015) reclamepionier en dichter
- Pieter Bogaers (1999), voetballer
- Ageeth Boomgaardt (1972), hockeyinternational
- Lex Bos (1957), hockeyer
- Willem Bosch (1986), scenarioschrijver
- Roger van Boxtel (1954), politicus en bestuurder
- Bud Brocken (1957), voetbalinternational
- Ben de Brouwer (1948-1996), honkbalinternational
- Wobine Buijs-Glaudemans (1960), bestuurster en politica

## C
- Charlène (1986), zangeres
- Nicolle Christiaanse (1964-2022), kinderboekenschrijfster
- Stef Clement (1982), wielrenner
- Leo Coehorst (1938), wielrenner
- Yvonne Coldeweijer (1986), actrice, zangeres, presentatrice en youtuber (juiceverspreider)
- Kees Coolen (1936), acteur
- Pepijn Crone (1981), tv-presentator en journalist
- Jan Cruijssen (1950), voetballer

## D
- Tim Dekker (1993), atleet
- Jan Derks (1912-1963), journalist, jurist en schrijver
- Frits Diepen (1915-1974), luchtvaartpionier en -industrieel
- George Diepen (1834-1918), politicus (burgemeester van Roermond)
- Ria van Dijk (1920-2021), kermis-icoon
- Nel van Dijk (1952), lid Europees Parlement
- Eduard Jan Dijksterhuis (1892-1965), wetenschapshistoricus
- Joep Dohmen (1949), hoogleraar filosofie
- Franciscus Cornelis Donders (1818-1889), oogheelkundige
- Jos Donders (1867-1960), architect
- Peerke Donders (1809-1887), missionaris in Suriname
- Roy Donders (1991), stylist van het zuiden
- Louis Dusée (1928-2006), beeldhouwer, kunstnijveraar en kunstschilder
- Louis Dusée (1930-1999), zanger, revueartiest, tekstschrijver en radioproducent
- Simone van Dusseldorp (1967), cineaste

## E
- Anton Ebben (1930-2011), springruiter
- Mieke Eggermont-de Mast (1935-2021), burgemeester van Haaren
- Irvingly van Eijma (1994), voetballer
- Maarten Engwirda (1943), Tweede Kamerlid D66
- Floris Evers (1983), hockeyinternational
- Manus Evers (1903-1981), beeldhouwer

## F
- Roeland Fernhout (1972), acteur
- Jim van Fessem (1975), voetballer
- Anthony Fiumara (1968), componist, musicoloog
- Jan Formannoy (1953), voetballer

## G
- Marlène van Gansewinkel (1995), paralympisch atlete
- Amber Gersjes (1997), Nederlands judoka
- Leo Ghering (1900-1966), voetbalinternational
- Ad van Gils (1931-2010), auteur
- Primus van Gils (1758-1834), theoloog
- Jac. Goderie (1951), televisie- en radiopresentator, columnist
- Adriaan Goijaerts (1811-1886), architect en aannemer
- Jamie Grant (1986), actrice
- Jackie Groenen (1994), voetbalster

## H
- Adrianus Petrus Hamers (1871-1929), geestelijke en componist
- Nol Havens (1959), zanger van VOF de Kunst
- Josephus Heerkens (1866-1959), olympisch boogschutter
- Nor Heerkens (1906-1991), schrijver van jongensboeken
- Noud Heerkens (1915-2009), architect
- Toon van Helfteren (1951), basketbalinternational en oud-bondscoach
- Jacques van Hellenberg Hubar (1896-1951), burgemeester van Rijswijk en Hilversum
- Leonard Retel Helmrich (1959-2023), Nederlandse cineast
- Ruud Hermans (1950), radiopresentator, zanger, gitarist, liedjesschrijver
- Eva Hermans-Kroot (1998-2024), blogger en schrijfster
- Greg van Hest (1973), marathonloper
- George van Heukelom (1870-1952), architect
- Jannes Heuvelmans (2003), zanger en acteur
- Lia Hinten (1942-2021), atlete
- Adriaan Hoecken (1815-1897), missionaris in de V.S.
- Christiaan Hoecken (1808-1851), missionaris in de V.S.
- Luc. van Hoek (1910-1991), beeldhouwer, edelsmid
- Guus Hoes (1945-1986), acteur
- Hans Hoes (1949), acteur
- Paul Hoes (1953), acteur
- Lot van Hooijdonk (1978), politica
- Wim Hornman (1920-1996), auteur
- Albert Adriaan Hendrik Hosang (1867-1924), burgemeester van Blaricum
- Rob Houdijk (1950), schilder en beeldhouwer
- Ron van den Hout (1964), bisschop van bisdom Roermond
- Marc-Marie Huijbregts (1964), cabaretier
- Leon Hutten (1962), voormalig profvoetballer

## J
- Yvonne Jagtenberg (1967), schrijfster en illustratrice
- Cas Janssens (1944-2024), voetballer
- Franciscus Janssens (1843-1897), aartsbisschop van New Orleans
- Ruud Jolie (1976), gitarist bij Within Temptation
- Meike de Jong (1979), (tv-)journaliste en nieuwslezeres
- Rob de Jong (1962), oud-profvoetballer
- Isidorus Jonkers (1931-2016), distillateur en museumdirecteur

## K
- Felix van Kalmthout (1932-2012), beeldhouwer
- Simon Keats (1979), singer-songwriter
- Thomas Kennes (1996), kunstschaatser
- Marietje Kessels (1889-1900), vermoord meisje
- Kluun, pseudoniem van Raymond van de Klundert (1964), schrijver
- Gerben de Knegt (1975), cyclocrosser
- Merel de Knegt (1979), atlete
- Josephus Augustus Knip (1777-1847), schilder
- Henriëtta Geertrui Knip (1783-1842), schilder
- Mattheus Derk Knip (1785-1845), schilder
- Liesbeth Koenen (1958-2020), taalkundige, wetenschapsjournalist
- Wim de Kort (1909-1993), politicus en burgemeester
- Henk Krol (1950), oprichter  van de Gay Krant, politicus
- Henk Kuiper (1951-2014), stadsbioloog en linde-beschermheer
- Hilde Kuiper (1970), presentatrice

## L
- August de Laat (1882-1966), zanger, humorist
- Ko de Laat Senior (1895-1937), humorist
- John Lammers (1973), voetballer, voetbaltrainer
- Sam Lammers (1997), voetballer
- Astrid Lampe (1955), auteur
- Ferdi Lancee (1953), musicus
- Adriaan de Lelie (1755-1820), schilder
- Frits Louer (1931-2021), voetballer
- Ger Luijten (1956–2022), kunsthistoricus

## M
- Luuk Maas (1999), atleet, Nederlands kampioen 10 km en halve marathon
- Maggie MacNeal, pseudoniem van Sjoukje van ’t Spijker (1950), zangeres
- Lena Mahieu (2004), voetbalster
- Frank Majoor (1949), vertegenwoordiger bij de NAVO
- Hein Mandos (1907-1978), heemkundige
- Kees Mandos (1913-2001), graficus en schilder
- Shi-Jona Martina (2004), voetbalster
- Con Meijer (1948-1998), acteur
- Piet van Mensvoort (1934-2020), missionaris in Westelijk Nieuw-Guinea
- René Merkelbach (1966), componist
- Cees Meuwese (1906-1978), missionaris in Nieuw-Guinea
- K. Michel, pseudoniem van Michael Maria Kuijpers (1958), auteur
- Adriaan van Mierlo (1942), voormalig politicus voor de PvdA
- Hans van Mierlo (1944), burgemeester van Mook en Middelaar, van Susteren en van Maasbree; PvdA-politicus
- Tommy Mollet (1979), taekwondoka
- Theo Mols (1929-2010), kunstenaar
- Caesarius Mommers (1925-2007), frater, onderwijzer en onderwijskundige
- Harry Mommers (1892-1963), voetballer
- Jan van de Mortel (1880-1947), burgemeester van Tilburg, lid Eerste Kamer
- Marc Mulders (1958), collagekunstenaar, fotograaf, schilder
- Marcel Musters (1959), acteur
- Jacobus Arnoldus Mutsaers (1805-1880), minister, raadsheer
- Willem Mutsaers (1833-1907), Tweede Kamerlid, burgemeester van Tilburg
- Dionysius Mutsaerts (1578-1635), auteur
- Rob Mutsaerts (1958), hulpbisschop van 's-Hertogenbosch
- Wilhelmus Mutsaerts (1889-1964), bisschop van 's-Hertogenbosch

## N
- Nick Nielsen (1984), televisiepresentator
- Max Niematz (1942-2024), dichter en prozaschrijver
- Harrie Nuijten (1949), politicus

## O
- Sam Oomen (1995), wielrenner
- Noor Omrani (2000), hockeyster
- Franciscus van Ostaden, alias Frans Fransen (1896-1961), kinderboekenschrijver
- Jochen Otten (1973), stand-upcomedian en (radio)columnist

## P
- Benito van de Pas (1993), darter
- Karla Peijs (1944), politicus (CDA), minister, Commissaris van de Koningin
- Bart van Pelt (1889-1958), vakbondsbestuuder en politicus (SDAP)
- Johannes Petrus Pessers (1756-1813), koopman en politicus
- Jan Pijnenburg (1906-1979), wielrenner
- Jeanine van Pinxteren (1949-2025), politica en kunstenares
- Louis Pirenne (1925-2014), archivaris
- Maurice Pirenne (1928-2008), dirigent, organist, componist
- Jan de Pont (1917-1987), jurist en zakenman
- Jean-Paul van Poppel (1962), wielrenner en ploegleider
- Sjoerd Potters (1974), politicus (VVD), burgemeester
- Miet van Puijenbroek (1914-1999), vakbondsbestuurder en politicus (KVP)
- Coba Pulskens (1884-1945), verzetsvrouw in WOII

## R
- Leonard Retel Helmrich (1959-2023), cinematograaf en regisseur
- Richard Rijnvos (1964), componist
- Harry van Rijthoven (1950), acteur
- Cees Robben (1909-1988), kunstenaar
- Jan van Roessel (1925-2011), voetballer Willem II
- Joseph van Roessel (1899-?), NSB-wethouder van Eindhoven
- Maarten Roest Crollius (1935-1997), burgemeester van Den Dungen, burgemeester van IJsselstein
- Riet Roosen-van Pelt (1934-2025), politica
- Marc van Roosmalen (1947), bioloog
- Anton Roothaert (1896-1967), auteur
- Bas Rutten (1965), acteur en vechtsporter
- Henri Rutten (1873-1904), missionaris in Nieuw-Guinea

## S
- Theo van de Sande (1947), cameraman
- Gerard Schellekens (1867-1952), pianist, organist en componist
- Jos Schijvens (1908-1966), architect
- Ignace Schretlen (1952), schrijver, kunstenaar en huisarts
- Marianne Schuurmans-Wijdeven (1961), burgemeester diverse gemeenten
- Anke Servaes, pseudoniem van Anna Gertruda Wijdom (1897-1947), auteur
- Ad van Sleuwen (1950), organist en pianist
- Tamara Seur (1974), verslaggeefster en presentatrice
- Dave Smits (1969), profvoetballer
- Eelco Smits (1977), toneel- en filmacteur
- Hans Smolders (1960), ijshockeyer, Tweede Kamerlid (LPF), gemeenteraadslid (LST)
- Tom Snijders (1949), wiskundige
- Louis van Son (1922-1986), politicus
- Cornelis van Spaendonck (1756-1839), kunstschilder, tekenaar en ontwerper
- Gerard van Spaendonck (1746-1822), kunstschilder
- Jeffrey Sparidaans (1993), darter
- Cas Spijkers (1946-2011), chef-kok
- Jaap Spijkers (1958), acteur
- Bert van Sprang (1944-2015), bestuurder
- Anita Staps (1961), judoka
- Stan Storimans (1969-2008), fotograaf
- Johannes Franciscus Stovers (1864-1915), olympisch boogschutter
- Bernard Theodor Carl Straeter (1861-1920), lid Eerste Kamer (RKSP)
- Pim van Strien (1977), politicus
- Anna Sutorius (1880-1954), kinderboekenschrijfster, dichteres
- Suzie, pseudoniem van Martina Peereboom (1946-2008), zangeres en circusartieste
- Judith Swinkels (1961), Tweede Kamerlid (D66)

## T
- Bart Taminiau (1947), hockeyinternational
- Cornelis Anne den Tex (1795-1854), rechtsgeleerdheid, lid Tweede Kamer
- Hendrik Jacobus van Tulder (1819-1903), architect

## V
- Martin Venix (1950), wielrenner
- Albert Verschuuren (1887-1953), beeldhouwer, muurschilder, tekenaar
- Charles Verschuuren (1891-1955), grafisch ontwerper, schilder
- Domien Verschuuren (1988), radio-diskjockey
- Maurice Verschuuren (1981), radio-diskjockey
- Ad Vinken (1931-1988), tekstschrijver, cabaretier en acteur
- Jef van Vliet (1949), voetbalscheidsrechter
- Jacq (Firmin) Vogelaar pseudoniem van Frans Broers (1944-2013), auteur
- Wim de Vos (1968), wielrenner
- George Willem Vreede (1809-1880), hoogleraar en jurist
- Benno van Vugt (1962), zanger, eigenaar van een schoonmaakbedrijf
- Driek van Vugt (1980), politicus

## W
- Jo Walhout (1930-1997), voetballer
- Bram Welten (1997), wielrenner
- Theo Weterings (1959), burgemeester van Tilburg
- Kees Weijters (1894-1988), onderwijzer en historicus
- Riet Wieland Los (1923-1989), actrice
- Guido de Wijs (1947), tekst- en liedjesschrijver en presentator
- Ivo de Wijs (1945), cabaretschrijver en radiopresentator
- Joan Willems (1909-1974), politicus
- Wilbert Willems (1946), politicus
- Marcel Wouda (1972), zwemmer en jeugdbondscoach zwemmen

## Z
- Cees Zoontjens (1944-2011), wielrenner
- Paul Zoontjens (1979), singer-songwriter Simon Keats

Alkmaar · 
Almelo ·
Almere · 
Alphen-Chaam · 
Alphen aan den Rijn ·
Amersfoort · 
Amstelveen · 
Amsterdam · 
Apeldoorn · 
Arnhem · 
Assen ·
Baarn · 
Bergen op Zoom · 
Bilthoven · 
Bolsward · 
Boxtel · 
Breda · 
Bredevoort · 
Brunssum · 
Bussum · 
Delft ·
Den Haag ·
Den Helder · 
Deurne · 
Deventer · 
Doetinchem ·
Dokkum · 
Dordrecht · 
Drachten · 
Ede · 
Eindhoven · 
Emmen · 
Enschede · 
Franeker · 
Geleen · 
Gouda · 
Groenlo ·
Groningen · 
Haarlem · 
Harlingen ·  
Heemstede · 
Heerenveen · 
Heerlen · 
Helmond · 
Hengelo · 
's-Hertogenbosch · 
Hilversum · 
Hoogeveen · 
Hoorn · 
Horst ·
Kampen · 
Kerkrade · 
Leerdam · 
Leeuwarden · 
Leiden · 
Lelystad · 
Maastricht · 
Meppel ·  
Middelburg  ·
Nijkerk · 
Nijmegen · 
Oldenzaal · 
Ommen · 
Oss · 
Rijswijk (Zuid-Holland) · 
Roosendaal · 
Rotterdam · 
Schiedam · 
Sittard · 
Sittard-Geleen · 
Sneek · 
Soest · 
Stadskanaal · 
Tegelen · 
Tiel · 
Tilburg · 
Urk · 
Utrecht · 
Veenendaal · 
Veghel · 
Venlo · 
Venray · 
Vlaardingen · 
Vlissingen · 
Wageningen · 
Warnsveld · 
Weert · 
Winschoten · 
Woerden · 
Zeist · 
Zierikzee · 
Zoetermeer · 
Zutphen · 
Zwolle